# Coupe de France 1952/53
Het seizoen 1952/53 was het 36e seizoen van de Coupe de France in het voetbal. Het toernooi werd georganiseerd door de Franse voetbalbond.
Dit seizoen namen er 1036 clubs deel (12 meer dan de record deelname in het vorige seizoen). De competitie ging in de zomer van 1952 van start en eindigde op 31 mei 1953 met de finale in het Stade Olympique Yves-du-Manoir in Colombes. De finale werd gespeeld tussen Lille OSC (voor de zesde keer finalist en als Olympique Lille ook in 1939 finalist) en FC Nancy (voor het eerst finalist). Lille OSC (met de Nederlander Cor van der Hart in de gelederen) veroverde voor de vierde keer de beker door FC Nancy met 2-1 te verslaan.

## Uitslagen

### 1/32 finale
De wedstrijden werden op 18 januari gespeeld, de enige beslissingswedstrijd op 22 januari.
| Winnaar              | Uitslag     | Verliezer             |
| -------------------- | ----------- | --------------------- |
| Lille OSC            | 5-1         | CO Roche-la-Molière   |
| FC Nancy             | 3-1         | FC Rouen              |
| AS Saint-Étienne     | 2-1         | US Valenciennes-Anzin |
| AS Troyes-Savinienne | 3-1         | AS Cannes             |
| OGC Nice             | 4-3         | Girondins Bordeaux    |
| FC Grenoble          | 3-1         | CS Avion              |
| FC Sète              | 3-1         | SPN Vernon            |
| Stade Français       | 3-1         | Olympique Nîmes       |
| Stade Pontivy        | 4-2         | CA Montreuil          |
| Le Havre AC          | 3-0         | ES La Rochelle        |
| FC Metz              | 0-0 nv; 6-0 | Sporting Toulon       |
| AS Monaco            | 3-2         | RC Strasbourg         |
| Olympique Alès       | 2-0         | US Saint-Gaudens      |
| Olympique Lyon       | 7-0         | US Saint-Malo         |
| Toulouse FC          | 2-1         | AS Brest              |
| Red Star Olympique   | 3-1         | ES Pure-Messempré     |

| Winnaar                 | Uitslag | Verliezer                |
| ----------------------- | ------- | ------------------------ |
| SCO Angers              | 2-1     | AJ Rochechouart          |
| US Seyne                | 1-0     | AS Poissy                |
| FC Sochaux              | 1-0     | CO Roubaix-Tourcoing     |
| RCFC Besançon           | 2-1     | Olympique Marseille      |
| SM Caen                 | 2-1     | Stade Reims              |
| UA Sedan Torcy          | 4-1     | US Boulogne              |
| La Bastidienne Bordeaux | 2-1     | Stade Béthune            |
| RC Lens                 | 1-0     | AS Béziers               |
| FC Dieppe               | 3-0     | CS Stiring-Wendel        |
| JA Armentières          | 3-1     | FC Perpignan             |
| USB Longwy              | 1-0     | US Quevilly              |
| RC Paris                | 2-1     | FC Nantes                |
| SO Montpellier          | 5-1     | VGA Saint-Maur           |
| SC Draguignan-Le Muy    | 1-0     | Stade Rennes             |
| FC Villefranche         | 4-3     | AS Saint-Dizier-Marnaval |
| FC Annecy               | 4-1     | CA Gombert               |

### 1/16 finale
De wedstrijden werden op 8 februari gespeeld, de beslissingswedstrijden op 15 (FC Grenoble - US Sedan Torcy en Olympique Lyon - SC Draguignan) en 19 februari (Stade Français - RC Lens en AS Monaco - RC Paris).
| Winnaar              | Uitslag     | Verliezer               |
| -------------------- | ----------- | ----------------------- |
| Lille OSC            | 5-0         | SCO Angers              |
| FC Nancy             | 5-0         | US Seyne                |
| AS Saint-Étienne     | 2-0         | FC Sochaux              |
| AS Troyes-Savinienne | 4-3 nv      | RCFC Besançon           |
| OGC Nice             | 2-0         | SM Caen                 |
| FC Grenoble          | 0-0 nv; 5-0 | UA Sedan Torcy          |
| FC Sète              | 5-2         | La Bastidienne Bordeaux |
| Stade Français       | 2-2 nv; 3-0 | RC Lens                 |

| Winnaar            | Uitslag     | Verliezer            |
| ------------------ | ----------- | -------------------- |
| Stade Pontivy      | 3-1         | FC Dieppe            |
| Le Havre AC        | 2-0         | JA Armentières       |
| FC Metz            | 5-0         | USB Longwy           |
| AS Monaco          | 0-0 nv; 2-0 | RC Paris             |
| Olympique Alès     | 1-0 nv      | SO Montpellier       |
| Olympique Lyon     | 0-0 nv; 6-0 | SC Draguignan-Le Muy |
| Toulouse FC        | 1-0         | FC Villefranche      |
| Red Star Olympique | 4-1         | FC Annecy            |

### 1/8 finale
De wedstrijden werden op 1 maart gespeeld, de enige beslissingswedstrijd op 5 maart.
| Winnaar              | Uitslag | Verliezer     |
| -------------------- | ------- | ------------- |
| Lille OSC            | 7-0     | Stade Pontivy |
| FC Nancy             | 4-3     | Le Havre AC   |
| AS Saint-Étienne     | 1-0     | FC Metz       |
| AS Troyes-Savinienne | 1-0     | AS Monaco     |

| Winnaar        | Uitslag     | Verliezer          |
| -------------- | ----------- | ------------------ |
| OGC Nice       | 1-0 nv      | Olympique Alès     |
| FC Grenoble    | 2-1         | Olympique Lyon     |
| FC Sète        | 3-2         | Toulouse FC        |
| Stade Français | 3-3 nv; 2-0 | Red Star Olympique |

### Kwartfinale
De wedstrijden werden op 29 maart gespeeld.
| Winnaar              | Uitslag | Verliezer      |
| -------------------- | ------- | -------------- |
| Lille OSC            | 4-2     | OGC Nice       |
| FC Nancy             | 2-0     | FC Grenoble    |
| AS Saint-Étienne     | 1-0     | FC Sète        |
| AS Troyes-Savinienne | 3-0     | Stade Français |

### Halve finale
De wedstrijden werden op 26 april gespeeld.
| Winnaar   | Uitslag | Verliezer            |
| --------- | ------- | -------------------- |
| Lille OSC | 1-0     | AS Saint-Étienne     |
| FC Nancy  | 1-0     | AS Troyes-Savinienne |

### Finale
De wedstrijd werd op 31 mei 1953 gespeeld in het Stade Olympique Yves-du-Manoir in Colombes voor 58.993 toeschouwers. De wedstrijd stond onder leiding van scheidsrechter Marcel Le Foll.
| Winnaar                            | Uitslag | Finalist            |
| ---------------------------------- | ------- | ------------------- |
| Lille OSC                          | 2-1     | FC Nancy            |
| Jean Vincent 17' Bachir Belaïd 81' |         | 41' Bernard Lefèvre |

1917/18 · 1918/19 · 1919/20 · 1920/21 · 1921/22 · 1922/23 · 1923/24 · 1924/25 · 1925/26 · 1926/27 · 1927/28 · 1928/29 · 1929/30 · 1930/31 · 1931/32 · 1932/33 · 1933/34 · 1934/35 · 1935/36 · 1936/37 · 1937/38 · 1938/39 · 1939/40 · 1940/41 · 1941/42 · 1942/43 · 1943/44 · 1944/45 · 1945/46 · 1946/47 · 1947/48 · 1948/49 · 1949/50 · 1950/51 · 1951/52 · 1952/53 · 1953/54 · 1954/55 · 1955/56 · 1956/57 · 1957/58 · 1958/59 · 1959/60 · 1960/61 · 1961/62 · 1962/63 · 1963/64 · 1964/65 · 1965/66 · 1966/67 · 1967/68 · 1968/69 · 1969/70 · 1970/71 · 1971/72 · 1972/73 · 1973/74 · 1974/75 · 1975/76 · 1976/77 · 1977/78 · 1978/79 · 1979/80 · 1980/81 · 1981/82 · 1982/83 · 1983/84 · 1984/85 · 1985/86 · 1986/87 · 1987/88 · 1988/89 · 1989/90 · 1990/91 · 1991/92 · 1992/93 · 1993/94 · 1994/95 · 1995/96 · 1996/97 · 1997/98 · 1998/99 · 1999/00 · 2000/01 · 2001/02 · 2002/03 · 2003/04 · 2004/05 · 2005/06 · 2006/07 · 2007/08 · 2008/09 · 2009/10 · 2010/11 · 2011/12 · 2012/13 · 2013/14 · 2014/15 · 2015/16 · 2016/17 · 2017/18 · 2018/19 · 2019/20 · 2020/21 · 
2021/22 · 2022/23 · 2023/24 · 2024/25 ·